# Elaenia cristata
Elaenia cristata là một loài chim trong họ Tyrannidae.
Loài chim này được tìm thấy ở Bolivia, Brazil, Colombia, Guiana thuộc Pháp, Guyana, Peru, Suriname và Venezuela.
Môi trường sống tự nhiên của chúng là thảo nguyên khô, vùng đất khô cằn nhiệt đới hoặc nhiệt đới, và đồng cỏ nhiệt đới hoặc cận nhiệt đới theo mùa hoặc ẩm ướt.
Hai phân loài được công nhận.